# Tony Pope
Anthony Pope (Cleveland, 22 marzo 1947 – Burbank, 11 febbraio 2004) è stato un doppiatore statunitense.
È noto per essere stato il doppiatore di Furby in versione americana, oltre che di Newton Gimmick e di altre voci nella popolare serie di Le avventure di Teddy Ruxpin.

## Doppiaggio

### Cartoni animati
- The Adventures of Mini-Goddess - Gan-chan
- Digimon: Digital Monsters - Zhuqiaomon (Tamers)
- Hello Kitty - Papa
- Heat Guy J - Mauro
- Rurouni Kenshin - Kaishu Katsu
- Samurai Girl: Real Bout High School - Master Tessai Onizuka
- S-CRY-ed - Chief
- House of Mouse - Il Topoclub - Geppetto

### Film
- I Am Weasel - Boy, Cousteau (nell'episodio "Deep Sea Tour")
- Disney's House of Mouse - Geppetto
- 101 Dalmatians: The Series - Danny
- Pippo Sport in Pippo e lo sport in Calciomania
- Transformers - A3, Wreck-Gar
- What a Cartoon! - Junior (episodio "Look Out Below")
- Akira - Colonel Shikishima, Mr. Nezu, Yamagata; voci aggiuntive (come Tony Mozdy)
- Gundam F91 - Leslie Arno
- Mobile Suit Gundam Trilogy - General Revil
- Metropolis - Shunsaku Ban
- 101 Dalmatians II: Patch's London Adventure - TV Announcer
- Chi ha incastrato Roger Rabbit - Zeke, Lupo cattivo, Pippo
- The Little Fox - Karak

### Videogiochi
- Kingdom Hearts - Geppetto
- JumpStart Kindergarten - Mr. Hopsalot
- JumpStart 1st Grade Math - Frankie, Bookworm
- JumpStart Adventures 4th Grade: Haunted Island Flap, Repsac
- Diablo II - Elzix
- Disney's Villains' Revenge - Out